# Thomas Brassey
För andra betydelser, se Thomas Brassey (olika betydelser).
Thomas Brassey, född den 7 november 1805 i Cheshire, död den 8 december 1870, var en brittisk ingenjör och entreprenör, far till Thomas Brassey, 1:e earl Brassey.
Brassey blev bekant särskilt genom sina omfattande järnvägsanläggningar i alla delar av världen (även i Sverige, Norge och Danmark), under vilka han vann en rik praktisk erfarenhet rörande arbetarfrågan, speciellt om förhållandet mellan arbetets lön och dess effektivitet. Själv fick han aldrig tillfälle att bearbeta det rikhaltiga materialet, men det begagnades av hans son.